# Primavera (Cile)
Primavera è un comune del Cile della provincia di Tierra del Fuego nella regione di Magellano e dell'Antartide Cilena. Al censimento del 2002 possedeva una popolazione di 1.016 abitanti.

## Società

### Evoluzione demografica
| Censimento del 1992 | Censimento del 2002 |
| 1.629 ab.           | 1.016 ab.           |